# نهر أوغيشي
نهر أوغيشي (بالإنجليزية: Ogeechee River) هو نهر من نوع الأنهار السوداء يقع في ولاية جورجيا الأمريكية. يتجه عند التقاء شمال وجنوب فوركس على بعد حوالي 2.5 ميل (4.0 كـم) من الجنوب إلى الجنوب الغربي من مدينة كروفوردفيل ويتدفق بشكل عام عبر الجنوب الشرقي إلى أوسابان ساوند على بعد نحو 16 ميل (26 كـم) جنوب سافانا. أكبر رافد له هو نهر كانوتشي الذي يصرف ما يقرب من 1,400 ميل مربع (3,600 كـم2) وهو النهر الرئيسي الآخر الوحيد في الحوض. يحتوي النهر على مستجمعات مائية تبلغ 5,540 ميل مربع (14,300 كـم2). وهو أحد التيارات القليلة المتدفقة في الولاية.

## التاريخ
وصلت مجتمعات أسلاف الهنود إلى منطقة نهر أوغيشي منذ حوالي 11500 عام، واستوطن النهر لعدة قرون من قبل حضارة المسيسيبي ويوتشي حتى وصول الأوروبيين. في الواقع، على الرغم من أن أصل اسم "أوغيشي" غير مؤكد، إلا أنه قد يكون مشتقًا من مصطلح من اللغة المسكوكية الذي يعني "نهر أوشي" ، في إشارة إلى شعب يوشي الذي سكن المناطق القريبة منه. لقد رسم بعض العلماء صلة بين اسم النهر واسم جولا جيتشي "Gullah Geechee" لشعب غولا الذين سكنوا ساحل جورجيا.

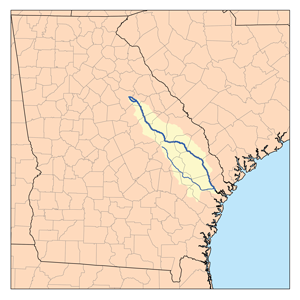
مستجمعات المياه في نهر أوغيشي

## المسار
يمتد نهر أوغيشي من هضبة بيدمونت عبر مناطق فال لاين وساندهيلز. هناك يتدفق عبر السهل الساحلي لجورجيا إلى المحيط الأطلسي. يشق النهر طريقه عبر تيار جار صافٍ مع العديد من المياه الضحلة، والمنحدرات، والشلالات الصغيرة عبر شولز، أسفل لويزفيل، يصبح النهر عبارة قناة متعرجة بطيئة عبر مستنقعات السرو وأميال من الغابات.

## الجيولوجيا

### الصخور
يحتوي حوض نهر أوغيشي على أجزاء من مقاطعات بيدمونت والسهل ساحلي الفيزيوجرافية، والتي تمتد في جميع أنحاء جنوب شرق الولايات المتحدة. تتبع هذه الحدود التلامس بين الصخور المتحولة البلورية الأقدم في مقاطعة بيدمونت والرواسب من العصرين الطباشيري والثالث الأصغر سنًا في مقاطعة السهل الساحلي. تشمل أنواع الصخور الأخرى الموجودة في الحوض الصخور الرسوبية المتحولة، وشيست وفيليت، وفلسي ومافي والصخور البركانية المتحولة، و صخور الأمفيبوليت. تتداخل رواسب السهول الساحلية مع الصخور النارية والمتحولة للحافة الجنوبية لمقاطعة بيدمونت عند خط فال.

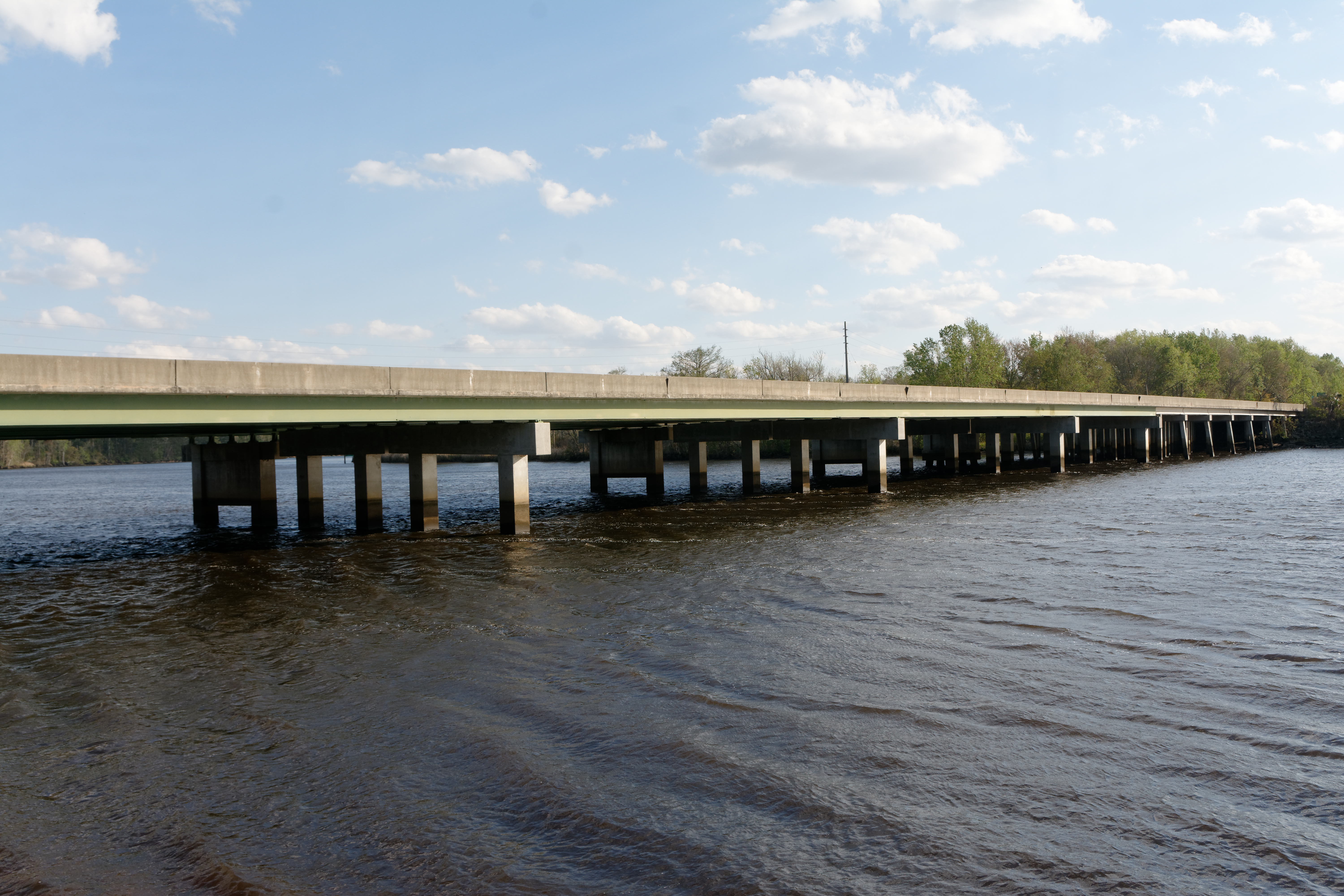
جسر الطريق الوطني رقم 17 تعبر النهر في مقاطعة تشاتام، جورجيا

### التربة
تعبر مستجمعات المياه في نهر أوغيشي في جورجيا أربع مناطق موارد برية رئيسية. يقع حوالي 6 في المائة من المنطقة داخل جنوب بيدمونت، وحوالي 4 في المائة في كارولينا وجورجيا ساند هيلز، و 48 في المائة في السهل الساحلي الجنوبي ، و 42 في المائة في ساحل المحيط الأطلسي. تحتوي التربة السائدة في هذا الجزء من مستجمعات المياه على 40 إلى 60 بوصة من المواد الرملية التي تعلو التربة الطينية. تكون التربة في الجزء الجنوبي للسهل الساحلي من مستجمعات المياه أكثر تنوعًا منها في الأجزاء الأخرى، خاصة فيما يتعلق بقوامها وأعماق منسوب المياه فيها.